# Rilonacept
El rilonacept, es vendido bajo la marca Arcalyst, y es un medicamento que se usa para el tratamiento de los síndromes periódicos asociados a la criopirina, incluido el síndrome autoinflamatorio familiar por resfriado y el síndrome de Muckle-Wells ; deficiencia de antagonista del receptor de interleucina-1 ; y pericarditis recurrente.  Este medicamento se administra mediante inyección debajo de la piel . 
Efectos secundarios de este medicamento incluye dolor en el lugar de la inyección e infección del tracto respiratorio ;  otros efectos secundarios pueden incluir infecciones, cáncer y reacciones alérgicas.   Existe la preocupación de que usar este medicamento  durante el embarazo pueda dañar al bebé.  Es un inhibidor del receptor de interleucina 1 . 
Este medicamento fue aprobado para uso médico en los Estados Unidos en el 2008.  Si bien fue aprobado en Europa en 2009, esta aprobación fue retirada en 2012.  En los Estados Unidos, cuatro viales de 220 mg cuestan alrededor de 21.000 dólares estadounidenses en el 2021. 